# China Open 2019
China Open 2019 byl společný tenisový turnaj mužského okruhu ATP Tour a ženského okruhu WTA Tour, hraný v Národním tenisovém centru na otevřených dvorcích s tvrdým povrchem DecoTurf. Probíhal mezi 30. zářím až 6. říjnem 2019 v čínské metropoli Pekingu jako dvacátý první ročník mužského a dvacátý třetí ročník ženského turnaje.
Mužská polovina se řadila do čtvrté nejvyšší kategorie okruhu ATP Tour 500 a její dotace činila 3 666 275 dolarů. Ženská část disponovala rozpočtem 8 285 274 dolarů, a po Grand Slamu a Turnaji mistryń, byla součástí třetí nejvyšší úrovně okruhu WTA Premier Mandatory.
Nejvýše nasazenými hráči v singlových soutěžích se stali rakouská světová pětka Dominic Thiem a první hráčka žebříčku Ashleigh Bartyová z Austrálie. Jako poslední přímí účastníci do dvouher nastoupili 47. hráč žebříčku, Rus Andrej Rubljov, a v ženské části pak 59. žena klasifikace Jil Teichmannová ze Švýcarska.
Patnáctý singlový titul na okruhu ATP Tour získal 26letý Rakušan Dominic Thiem. Pátý singlový triumf na túře WTA a druhý v kategorii Premier Mandatory vyhrála japonská světová čtyřka Naomi Ósakaová.
Druhou společnou trofej z mužské čtyřhry na túře ATP si odvezla chorvatsko-slovenská dvojice Ivan Dodig a Filip Polášek, jejíž členové odehráli sedmý společný turnaj. Do prvního ženského debla v rolích spoluhráček nastoupily Američanky Sofia Keninová s Bethanií Mattekovou-Sandsovou, které obdržely divokou kartu. V soutěži nenašly přemožitelky a vybojovaly titul. Kristina Mladenovicová po skončení vystřídala Barboru Strýcovou na pozici světové jedničky ve čtyřhře.

## Distribuce bodů a finančních odměn

### Distribuce bodů
| Soutěž       | vítězové | finalisté | semifinalisté | čtvrtfinalisté | 16 v kole | 32 v kole | 64 v kole | Q  | Q2 | Q1 |
| ------------ | -------- | --------- | ------------- | -------------- | --------- | --------- | --------- | -- | -- | -- |
| dvouhra mužů | 500      | 300       | 180           | 90             | 45        | 0         | —         | 20 | 10 | 0  |
| čtyřhra mužů | 500      | 300       | 180           | 90             | 0         | —         | —         | —  | —  | —  |
| dvouhra žen  | 1000     | 650       | 390           | 215            | 120       | 65        | 10        | 30 | 20 | 2  |
| čtyřhra žen  | 1000     | 650       | 390           | 215            | 120       | 10        | —         | —  | —  | —  |

### Finanční odměny
| Soutěž       | vítězové   | finalisté | semifinalisté | čtvrtfinalisté | 16 v kole | 32 v kole | 64 v kole | Q2      | Q1     |
| ------------ | ---------- | --------- | ------------- | -------------- | --------- | --------- | --------- | ------- | ------ |
| dvouhra mužů | $733 990   | $364 615  | $183 975      | $94 680        | $48 325   | $26 735   | —         | $10 280 | $5 140 |
| čtyřhra mužů | $228 110   | $111 660  | $56 010       | $28 740        | $14 840   | —         | —         | —       | —      |
| dvouhra žen  | $1 523 265 | $762 265  | $371 915      | $178 665       | $85 980   | $41 625   | $23 915   | $6 365  | $3 700 |
| čtyřhra žen  | $515 355   | $258 600  | $115 125      | $53 130        | $24 800   | $11 515   | —         | —       | —      |

## Dvouhra mužů

### Nasazení
| Stát                         | Hráč                  | ATP | Nasazení |
| ---------------------------- | --------------------- | --- | -------- |
| Rakousko                     | Dominic Thiem         | 5.  | 1.       |
| Německo                      | Alexander Zverev      | 6.  | 2.       |
| Řecko                        | Stefanos Tsitsipas    | 7.  | 3.       |
| Rusko                        | Karen Chačanov        | 9.  | 4.       |
| Španělsko                    | Roberto Bautista Agut | 10. | 5.       |
| Itálie                       | Fabio Fognini         | 11. | 6.       |
| Francie                      | Gaël Monfils          | 12. | 7.       |
| Itálie                       | Matteo Berrettini     | 13. | 8.       |
| Žebříček ATP k 23. září 2019 |                       |     |          |

### Jiné formy účasti
Následující hráčí obdrželi divokou kartu do hlavní soutěže:
- Li Če
- Frances Tiafoe
- Čang Č’-čen

Následující hráč obdržel zvláštní výjimku:
- Albert Ramos-Viñolas

Následující hráči postoupili z kvalifikace:
- Jérémy Chardy
- Pablo Cuevas
- Dan Evans
- Cameron Norrie

### Odhlášení
před zahájením turnaje
- Nick Kyrgios → nahradil jej  Sam Querrey
- Daniil Medveděv → nahradil jej  Michail Kukuškin

## Mužská čtyřhra

### Nasazení
| Stát                                                                    | Hráč                 | Stát        | Hráč          | ATP | Nasazení |
| ----------------------------------------------------------------------- | -------------------- | ----------- | ------------- | --- | -------- |
| Kolumbie                                                                | Juan Sebastián Cabal | Kolumbie    | Robert Farah  | 2.  | 1.       |
| Polsko                                                                  | Łukasz Kubot         | Brazílie    | Marcelo Melo  | 9.  | 2.       |
| Jižní Afrika                                                            | Raven Klaasen        | Nový Zéland | Michael Venus | 18. | 3.       |
| Německo                                                                 | Kevin Krawietz       | Německo     | Andreas Mies  | 26. | 4.       |
| Žebříček ATP k 23. září 2019; číslo je součtem umístění obou členů páru |                      |             |               |     |          |

### Jiné formy účasti
Následující páry obdržely divokou kartu do hlavní soutěže:
- Kao Sin /  Chua Žun-chao
- Kung Mao-sin /  Čang Ce

Následující pár postoupil z kvalifikace:
- Kyle Edmund /  Dan Evans

## Ženská dvouhra

### Nasazení
| Stát                         | Hráčka              | WTA | Nasazení |
| ---------------------------- | ------------------- | --- | -------- |
| Austrálie                    | Ashleigh Bartyová   | 1.  | 1.       |
| Česko                        | Karolína Plíšková   | 2.  | 2.       |
| Ukrajina                     | Elina Svitolinová   | 3.  | 3.       |
| Japonsko                     | Naomi Ósakaová      | 4.  | 4.       |
| Kanada                       | Bianca Andreescuová | 6.  | 5.       |
| Rumunsko                     | Simona Halepová     | 5.  | 6.       |
| Česko                        | Petra Kvitová       | 7.  | 7.       |
| Nizozemsko                   | Kiki Bertensová     | 8.  | 8.       |
| Švýcarsko                    | Belinda Bencicová   | 10. | 9.       |
| Německo                      | Angelique Kerberová | 13. | 10.      |
| USA                          | Madison Keysová     | 15. | 11.      |
| Bělorusko                    | Aryna Sabalenková   | 14. | 12.      |
| USA                          | Sloane Stephensová  | 12. | 13.      |
| Čína                         | Wang Čchiang        | 20. | 14.      |
| USA                          | Sofia Keninová      | 16. | 15.      |
| Dánsko                       | Caroline Wozniacká  | 19. | 16.      |
| Žebříček WTA k 23. září 2019 |                     |     |          |

### Jiné formy účasti
Následující hráčky obdržely divokou kartu do hlavní soutěže:
- Světlana Kuzněcovová
- Jeļena Ostapenková
- Pcheng Šuaj
- Wang Sin-jü
- Wang Si-jü

Následující hráčky postoupily z kvalifikace::
- Anna Blinkovová
- Jennifer Bradyová
- Lauren Davisová
- Magda Linetteová
- Christina McHaleová
- Bernarda Peraová
- Rebecca Petersonová
- Andrea Petkovicová

### Odhlášení
před zahájením turnaje
- Viktoria Azarenková → nahradila ji  Jil Teichmannová
- Johanna Kontaová → nahradila ji  Veronika Kuděrmetovová
- Anett Kontaveitová → nahradila ji  Venus Williamsová
- Maria Sakkariová → nahradila ji  Polona Hercogová
- Carla Suárezová Navarrová → nahradila ji  Ajla Tomljanovićová
- Lesja Curenková → nahradila ji  Jessica Pegulaová
- Markéta Vondroušová → nahradila ji  Wang Ja-fan
- Serena Williamsová → nahradila ji  Kristina Mladenovicová

## Ženská čtyřhra

### Nasazení
| Stát                                                                    | Hráčka                 | Stát             | Hráčka                 | WTA | Nasazení |
| ----------------------------------------------------------------------- | ---------------------- | ---------------- | ---------------------- | --- | -------- |
| Čínská Tchaj-pej                                                        | Sie Šu-wej             | Česko            | Barbora Strýcová       | 6.  | 1.       |
| Maďarsko                                                                | Tímea Babosová         | Francie          | Kristina Mladenovicová | 7.  | 2.       |
| Belgie                                                                  | Elise Mertensová       | Bělorusko        | Aryna Sabalenková      | 8.  | 3.       |
| Kanada                                                                  | Gabriela Dabrowská     | Čína             | Sü I-fan               | 16. | 4.       |
| Německo                                                                 | Anna-Lena Grönefeldová | Nizozemsko       | Demi Schuursová        | 26. | 5.       |
| Čínská Tchaj-pej                                                        | Čan Chao-čching        | Čínská Tchaj-pej | Latisha Chan           | 28. | 6.       |
| Austrálie                                                               | Samantha Stosurová     | Čína             | Čang Šuaj              | 30. | 7.       |
| USA                                                                     | Nicole Melicharová     | Česko            | Květa Peschkeová       | 36. | 8.       |
| Žebříček WTA k 23. září 2019; číslo je součtem umístění obou členů páru |                        |                  |                        |     |          |

### Jiné formy účasti
Následující páry obdržely divokou kartu do hlavní soutěže:
- Sofia Keninová /  Bethanie Matteková-Sandsová
- Makoto Ninomijová /  Jang Čao-süan
- Pcheng Šuaj /  Wang Ja-fan

### Odhlášení
před zahájením turnaje
- Darja Gavrilovová
- Wang Čchiang

## Přehled finále

### Mužská dvouhra
- Dominic Thiem vs.  Stefanos Tsitsipas, 3–6, 6–4, 6–1

### Ženská dvouhra
- Naomi Ósakaová vs.  Ashleigh Bartyová, 3–6, 6–3, 6–2

### Mužská čtyřhra
- Ivan Dodig /  Filip Polášek vs.  Łukasz Kubot /  Marcelo Melo, 6–3, 7–6(7–4)

### Ženská čtyřhra
- Sofia Keninová /  Bethanie Matteková-Sandsová vs.  Jeļena Ostapenková /  Dajana Jastremská, 6–3, 6–7(5–7), [10–7]